# Бле (Калвадос)
Бле (фр. Blay) насеље је и општина у северној Француској у региону Доња Нормандија, у департману Калвадос која припада префектури Баје.
По подацима из 2011. године у општини је живело 371 становника, а густина насељености је износила 51,96 становника/km². Општина се простире на површини од 7,14 km². Налази се на средњој надморској висини од 20 метара (максималној 81 m, а минималној 15 m).

## Демографија
| 1962. | 1968. | 1975. | 1982. | 1990. | 1999. | 2011. |
| ----- | ----- | ----- | ----- | ----- | ----- | ----- |
| 132   | 184   | 217   | 215   | 239   | 267   | 371   |

График промене броја становника у току последњих година